# Microdus assamicus
Microdus assamicus är en bladmossart som beskrevs av Hugh Neville Dixon 1937. Microdus assamicus ingår i släktet Microdus och familjen Dicranaceae. Inga underarter finns listade i Catalogue of Life.